# シュコダ17Tr
シュコダ17Tr（チェコ語: Škoda 17Tr）は、かつてシュコダが生産したトロリーバス車両。バスメーカーのカロサとの共同開発が実施されたが、社会情勢の変化などの要因から量産されることはなかった。

## 概要
1983年、当時のチェコスロバキア政府は大統領令としてシュコダのオストロフ工場に対し、トロリーバスやディーゼルバスといった都市公共交通機関に関する統一された技術的および経済的研究を準備するよう指示を下した。これはトロリーバスやバスで部品を共通化する事による製造コストの削減という意味合いがあり、これに基づいてシュコダは国営バスメーカーのカロサと共に新型車両の開発に取り掛かった。これが17Trである。
車体はカロサが同時期に開発した路線バスのB831と共通化されており、時代の超越性に重点を置いたデザインを有する車体には軽量化を目的に繊維強化プラスチックが多用された。車内は床上高さを従来の車両から下げた他、騒音の軽減も図られた。電気機器についてはシュコダが新規に開発したものが用いられ、主電動機を含めて車体の後方に設置された。

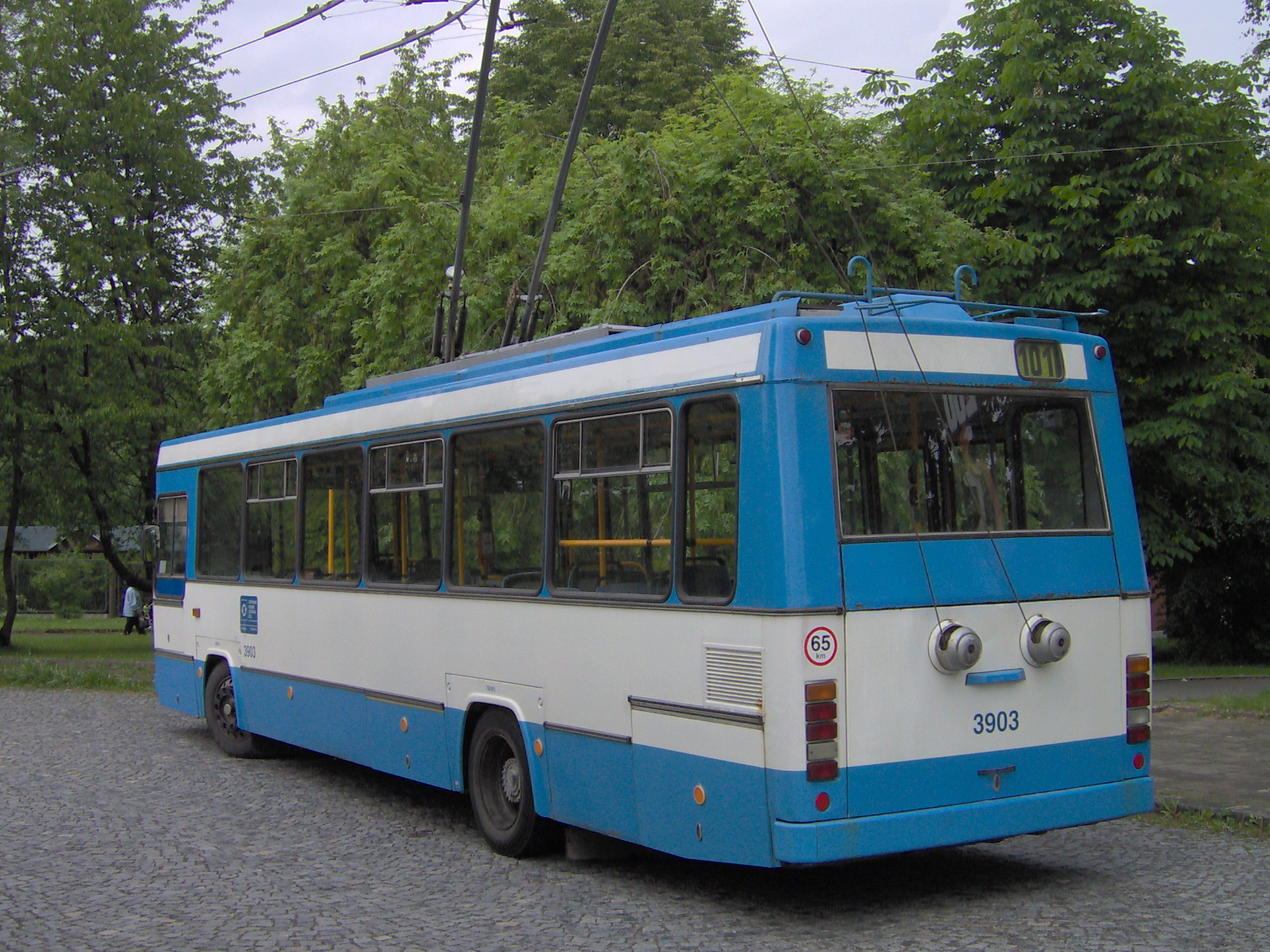
後方
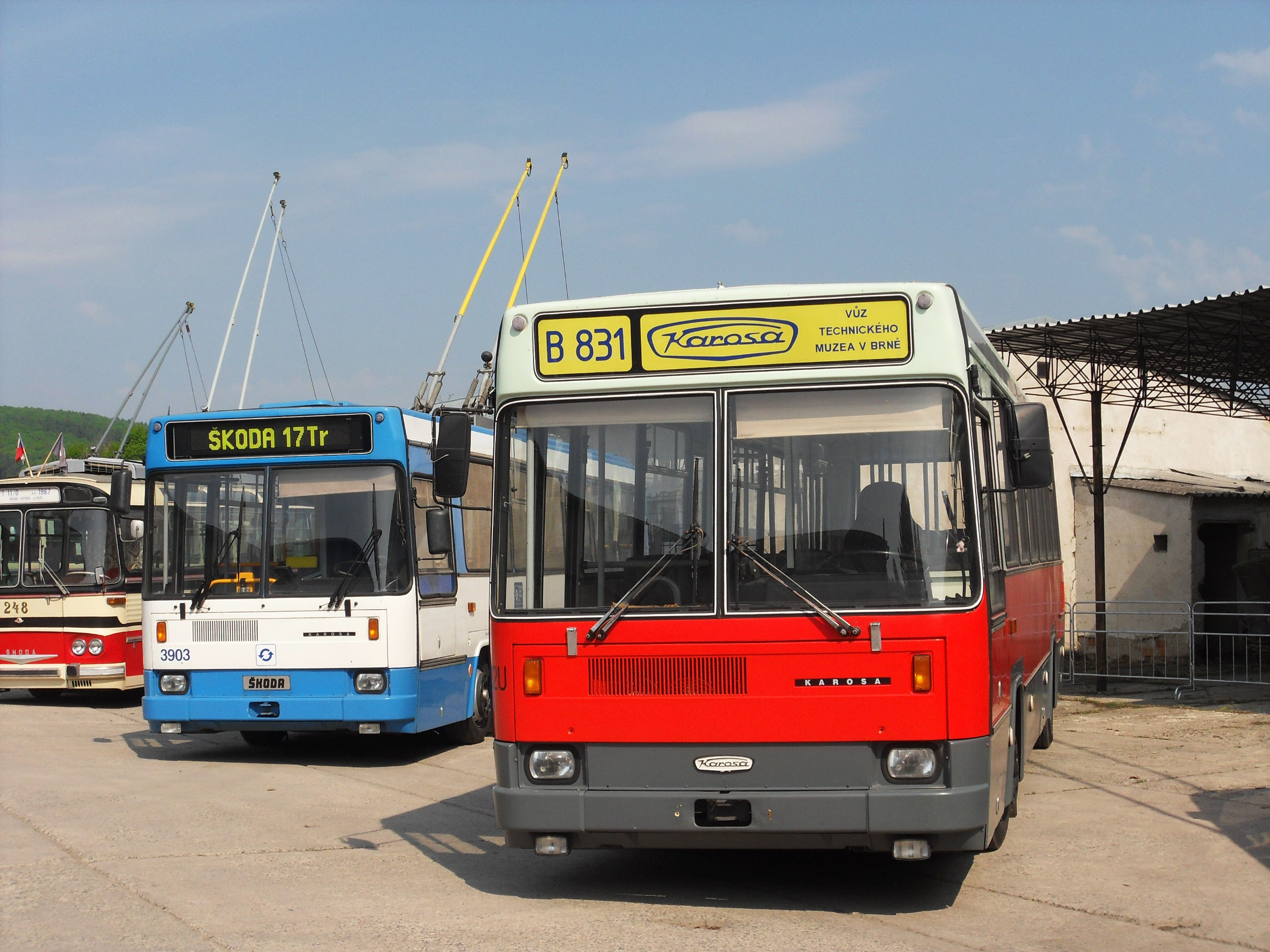
B831（右）と並ぶ17Tr（左） （2011年撮影）

1987年以降3両の試作車が作られ、各種の試験が終わった後に1993年から営業運転を開始する予定であったが、ビロード革命による社会情勢の変化が要因となり1989年に開発計画は中止され、それ以上の増備は行われなかった。残された車両については長年にわたる放置（3901）、各企業が開発した主電動機の試験への転用（3902、3903）など様々な経緯を経た後、1990年代後半から2000年にかけてオストラヴァ（オストラヴァ・トロリーバス）で営業運転に投入され、当時老朽化が問題となっていた9Trを置き換えた。
だが、僅か3両と少数派であったために予備部品の供給に支障をきたした結果、2006年から2007年の間に全車とも運用を離脱した。ただしその後も全車が現存しており、2022年現在以下の場所で保存されている。
- 3901 - ストランシェ交通博物館（チェコ語版）に保存。
- 3902 - オストラヴァ市交通会社（チェコ語版）によって動態保存。2015年から2017年にかけて製造当初の状態への復元が行われた。
- 3903 - ブルノ技術博物館（チェコ語版）で動態保存。

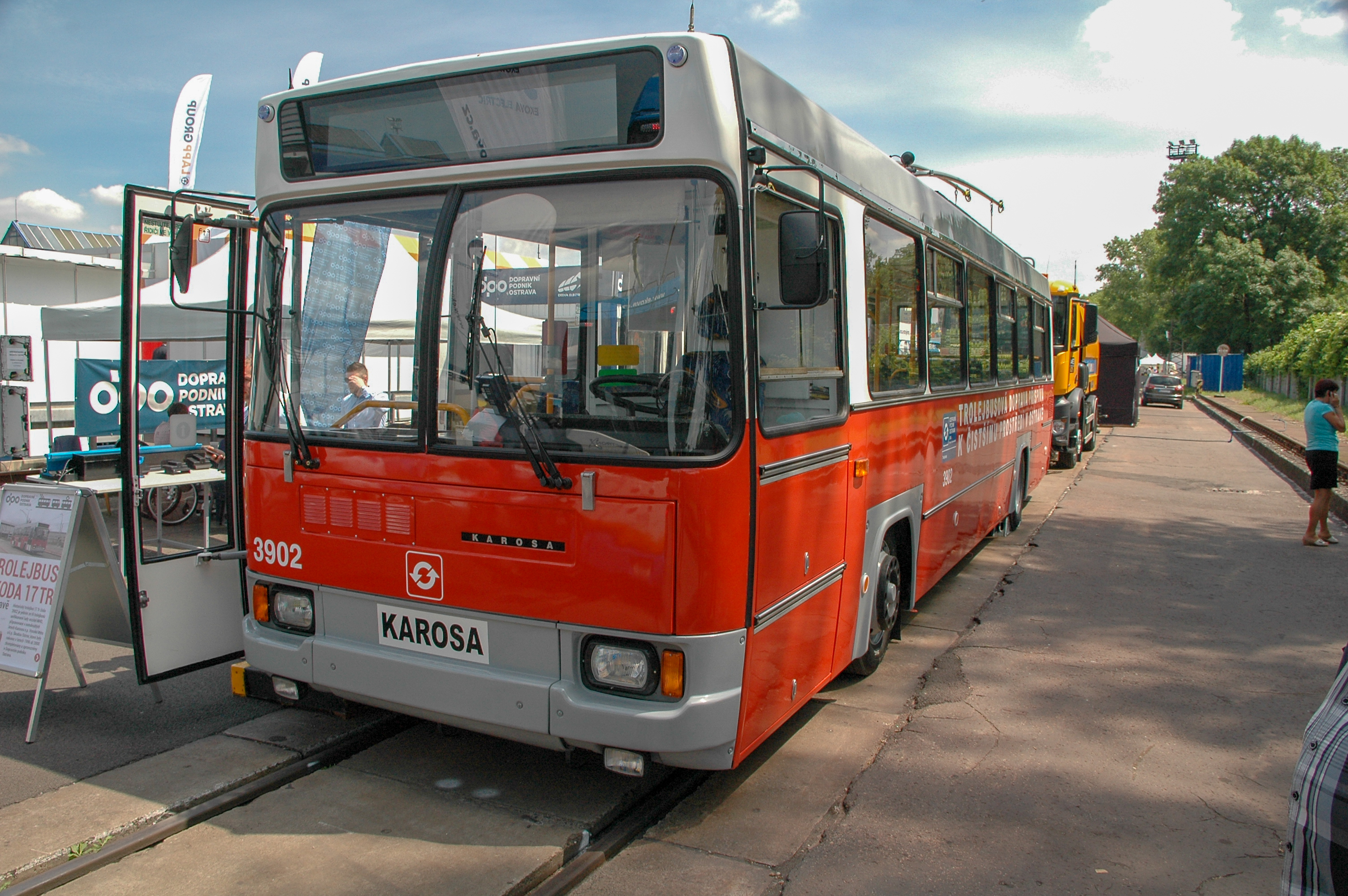
製造当初の状態に復元された3902（2017年撮影）

## その他
シュコダは17Trに合わせて連節タイプのシュコダ18Tr（Škoda 18Tr）の設計も進めており、17Trと共に当時復活計画が存在したプラハのトロリーバスへ導入が想定されていたが、どの計画も実現することはなかった。
また、二連節タイプのシュコダ19Tr（Škoda 19Tr）も検討されていたものの、こちらも本格的な開発には至っていない。